# Chá tailandês

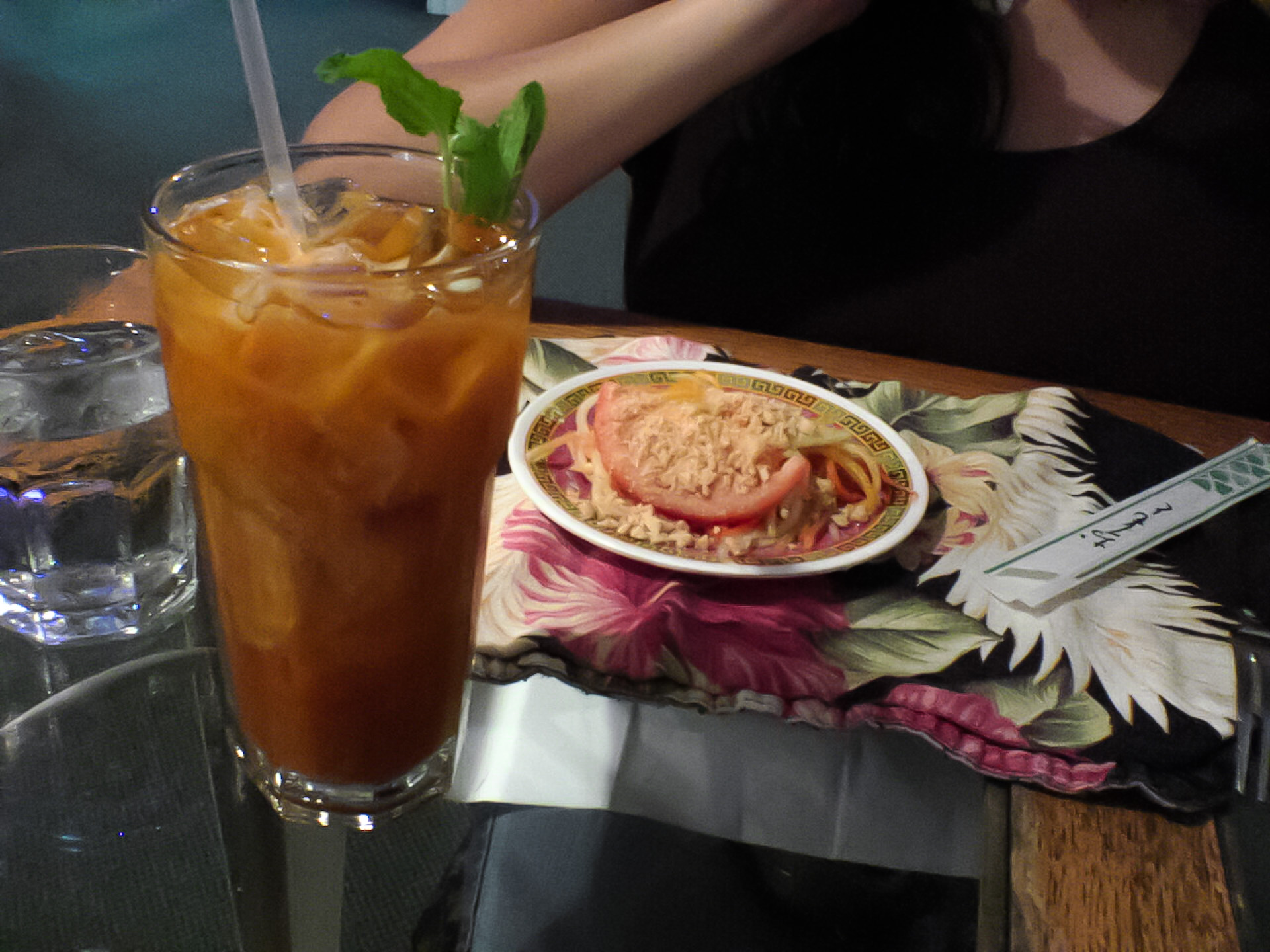
Chá tailandês gelado.

Chá tailandês (Tailandês: ชาไทย, RTGS: cha thai. Na Tailândia também chá gelado: ชาเย็น, RTGS: cha yen) é uma bebida tradicional tailandesa feita de chá preto (variante de Ceilão ou de Assam), usualmente com leite ou leite condensado e que também pode levar açúcar, creme ou leite em pó. A bebida é bastante popular na Tailândia, podendo ser tomada fria ou quente, com possibilidade de ser usada para produção de sorvete, kombucha ou snacks.
Em 2023, a bebida foi considerada a 7ª melhor bebida não alcoólica do mundo pelo guia de comidas tradicionais TasteAtlas.